# Luis Hernando de Larramendi Ruiz
Luis Hernando de Larramendi Ruiz (Madrid, 1882 - 1957) fou un advocat, escriptor i polític espanyol. De família carlina, de ben jove va marxar a París amb la seva família, on el seu pare, Mariano Hernando, va construir-hi una plaça de toros al Trocadéro quan l'Exposició Universal de 1889.

## Biografia
Era fill de Mariano Hernando Ruiz (†1913), originari de Riaza, i de Luisa de Larramendi Serrano, nascuda a Madrid. Es donà a conèixer com a advocat el 1906 en assolir l'absolució d'Aquilino Martínez Herrero, home de confiança de José Nakens, en el judici contra el magnicida Mateu Morral. Després fou membre de la Joventut Carlina Madrilenya i membre dels Luises, joventuts lligades als jesuïtes. Va treballar com a secretari general del pretendent Jaume de Borbó, a qui va romandre fidel després de l'escissió de Juan Vázquez de Mella. Fou candidat jaumista per Oviedo dins Comunió Tradicionalista a les eleccions generals espanyoles de 1910.
Durant la dictadura de Primo de Rivera es negà a integrar-se dins la Unión Patriótica i s'apartà de la política. A les eleccions generals espanyoles de 1931 fou novament candidat carlí per Madrid. A les eleccions generals espanyoles de 1933 es presentà dins el Bloque Nacional i tampoc fou escollit. A les eleccions generals espanyoles de 1936 fou candidat per Tarragona dins les llistes del Front Català d'Ordre. El 1931 fundà la revista Criterio, Revista Semanal de Orientación Política y Literaria, on hi col·laboraren Víctor Pradera Larumbe i José María Pemán. També destacà com el principal orador en el bàndol carlí. Durant la guerra civil espanyola es traslladà a Sant Sebastià, on col·laborà a La Voz de España.
Després de la guerra es negà a reconèixer la legitimitat del govern de Franco i es dedicà a escriure EL sistema tradicional, compendi de les seves teories de com havia de ser organitzat l'estat carlí, que no va poder publicar fins al 1952.
És pare d'Ignacio Hernando de Larramendi y Montiano (1921-2001), empresari organitzador de MAPFRE.

## Obres
- Como defendernos de las escuelas laicas (1910)
- En la avanzada (1911-14)
- Papá, ¡Ministro! Sátira cómica en un acto (1918)
- Crisis del Tradicionalismo. Omisiones y desvaríos de Mella: la salud de la Causa (1919)
- Guía sociológica de aspirantes al matrimonio. Centón enciclopédico de filosofía científica materialista pedantísima (1920)
- El sistema tradicional, escrita el 1937, publicada el 1952